# Laurence Nobécourt
Pour les articles homonymes, voir Nobécourt.
Laurence Nobécourt, dite Lorette Nobécourt, née le 16 septembre 1968 à Paris, est une écrivaine et poétesse française.

## Biographie
Laurence Nobécourt est née à Paris en 1968 où elle été scolarisée chez les Ursulines. Après son baccalauréat et une expérience théâtrale, elle intègre une école de commerce, puis entre à l'École de journalisme de la rue du Louvre. Elle devient rédactrice en chef de Trouvailles, magazine d'antiquités et de brocante au tirage confidentiel.  
Autodidacte, elle écrit depuis l’enfance. Elle est remarquée avec son premier roman La Démangeaison, publié en 1994 sous le nom de Lorette Nobécourt aux éditions Sortilèges, qui raconte l'eczéma qui la fait souffrir depuis qu'elle a dix-huit mois et dont elle finira par guérir. 
Elle enchaîne ensuite romans, récits, poésies, théâtre, tout en se formant auprès de multiples traditions (ésotérisme, bouddhisme, kabbale, soufisme, judaïsme) à travers ses voyages en Inde, en Amérique du nord et du sud, en Asie, mais aussi avec la psychanalyse.
En 2002-2003, elle est pensionnaire de la Villa Médicis à Rome.
En 2007, elle quitte Paris pour s’installer dans la Drôme où elle crée, à partir de 2012, « La Voie du verbe », des ateliers d’écriture initiatiques. 
La publication de Lorette, en 2016, marque un tournant dans sa vie et dans son travail. Elle reprend alors sa véritable identité et publie ses livres sous le nom de Laurence Nobécourt.
Elle vit dans la Drôme où elle poursuit son travail d’écrivain et ses ateliers d’écriture. 

## Œuvres
- 1994 : La Démangeaison, Sortilèges. Adaptée sur France-Culture en 2008.
- 1997 : « L'Équarrissage », dans Dix, Grasset/Les Inrockuptibles.
- 1998 : La Conversation, Grasset[2].
- 1999 : Horsita, Grasset.
- 2001 : L'Équarrissage, réédition, postface de Mehdi Belhaj Kacem, Mille et une nuits.
- 2001 : Substance, Pauvert.
- 2002 : Nous, éditions Pauvert.
- 2006 : En nous la vie des morts, Grasset.
- 2009 : La Démangeaison, édition définitive, Grasset.
- 2009 : L’Usure des jours, Grasset, 2009, sélectionné pour le prix France-Culture-Télérama.
- 2011 : Grâce leur soit rendue, Grasset. Prix de la littérature en Rhône-Alpes.
- 2013 : La Clôture des merveilles. Une vie d'Hildegarde de Bingen, Grasset.
- 2013 : Patagonie intérieure, Grasset.
- 2016 : Lorette, Grasset.
- 2017 : La Vie spirituelle, Grasset.
- 2018 : Vivant jardin, suivi du Poème perdu, Le Cerf.
- 2019 : Le Chagrin des origines, Albin Michel. Sélectionné pour le prix Décembre.
- 2021 : Post tenebras lux, Le Cerf.
- 2021 : Nuit et lumière, avec Shelomo Selinger, Albin Michel.
- 2022 : Opéra des oiseaux, Grasset. sélectionné pour le prix Renaudot.
- 2023 : Nos Deuils attentifs, La Rumeur libre.

## Œuvres en collaboration
- 2012 : « De l’usage à l’usure » in L'Usage des jours, sur un projet de l’artiste Guillaume Bardet, éditions Bernard Chauveau.
- 2012 : « Europa », Poésie, Revue Villa Europa, n°3.
- 2015 : «Lettre à Marina Tsvetaeva », in L’Une & l’autre, Récit, éditions L’Iconoclaste.
- 2017 : « Sur le divan », in Sur le divan, Récit, éditions Stilus.
- 2019: « La Fissure », Revue Les Écrits, Montréal, Québec.
- 2024 : «L’Escalier d’or », in Il y avait un jardin, Poésie, éditions Salvator.
- 2024 : La Liberté est un pays dont on ne revient jamais, Poésie, Revue Canopée, n°39.
- 2024 : « La Moisson du ciel », in Grâce, anthologie poétique, éditions Bruno Doucey.
- 2024 : Hommage à Satprem, Récit, éditions Banyan.

## Préfaces
- 2012 : Le Baiser de la femme araignée, roman de l'écrivain argentin  Manuel Puig, éditions Points.
- 2018 : A l'ombre du clair de lune, Anthologie poétique de Maria Gabriela Llanso, éditions Pagina d'arte.

## Créations sonores & radiophoniques
- 1999 : Mais si ce soir, je dîner avec Fédor, émission Nuits magnétiques : autoportrait. Réalisation Anne-Pascale Desvignes, France-Culture.

- 2003 : Quasar. Création radiophonique pour enfants, réalisation Blandine Masson, France-Culture.
- 2008 : La Démangeaison. Mise en ondes par Marguerite Gateau, France-Culture.
- 2011 : De l'autre côté. Pièce radiophonique écrite en collaboration avec Jean Assens, réalisation Etienne Valles, France-Culture.
- 2011 : Carnets de Patagonie. Carnets de voyage au Chili autour du roman Grâce leur soit rendue…réalisation Etienne Valles, France-Culture.
- 2016 : Le Poème perdu. Mise en ondes par Christophe Hocké, France-Culture.
- 2023 : Écrivains motorisés (documentaire), en collaboration avec Stéphane Lambert, émission L'Expérience réalisation Marie-Laure Ciboulet.